# Herbert Schimansky
Herbert Schimansky (* 22. Juni 1934 in Berlin) war von 1982 bis 1999 Richter am Bundesgerichtshof.

## Biographie
Herbert Schimansky trat nach seiner juristischen Ausbildung (Studium in Frankfurt am Main und Bonn; Referendarzeit in den OLG-Bezirken Köln und Hamm) im Jahre 1962 in den richterlichen Dienst des Landes Nordrhein-Westfalen ein. Nach Tätigkeiten am Amts- und Landgericht Essen sowie einer rund zweijährigen Abordnung an das Bundesjustizministerium wurde er 1965 zum Landgerichtsrat in Essen und 1971 zum Oberlandesgerichtsrat in Hamm ernannt. Im Jahre 1972 wurde er auf seinen Wunsch an das Oberlandesgericht Düsseldorf versetzt. Nach Ernennung zum Vorsitzenden Richter am Oberlandesgericht übernahm er dort 1981 den Vorsitz in einem Revisions- und erstinstanzlichen Strafsenat.
Im Mai 1982 wurde Herbert Schimansky zum Richter am Bundesgerichtshof ernannt und dort einem Strafsenat zugeteilt. Daneben nahm er ab 1983 die Aufgaben des Präsidialrichters des Bundesgerichtshofs wahr. Als Mitte 1988 ein neuer (XI.) Zivilsenat gegründet wurde, dem nach und nach die wesentlichen Gebiete des Bankrechts zugewiesen wurden, wurde Schimansky dessen Vorsitzender. Daneben war er von Anfang 1992 bis Ende 1996 Vorsitzender des Dienstgerichts des Bundes.
Am 30. Juni 1999 trat Herbert Schimansky in den Ruhestand. Aus diesem Anlass wurde ihm vom Bundespräsidenten das Große Bundesverdienstkreuz verliehen. Sein elfjähriges Wirken als Vorsitzender des Bankensenats wird durch eine Festschrift mit dem Titel „Bankrecht – Schwerpunkte und Perspektiven“ (Herausgeber: Norbert Horn, Hans-Jürgen Lwowski und Gerd Nobbe) gewürdigt. Seine Nachfolge im Vorsitz des XI. Zivilsenats trat Gerd Nobbe an.
Herbert Schimansky war bis zur 5. Auflage 2017 Mitherausgeber und bis zur 3. Auflage Mitautor des im Jahre 1997 erstmals erschienenen Bankrechts-Handbuchs (Schimansky/Bunte/Lwowski, Bankrechts-Handbuch, derzeit 6. Auflage 2022). Seit der Gründung der Bankrechtlichen Vereinigung im Jahre 1989 gehörte er ihrem Kuratorium an, aus dem er 2009 aus Altersgründen ausschied. Er war neben den Professoren Hopt und Hadding Mitherausgeber der Schriftenreihe dieser Vereinigung. In den Jahren 2000 bis 2008 war er Vorsitzender des Schiedsgerichts der DVFA (Dt. Vereinigg. f. Finanzanalyse u. Asset Management).